# Towada, Aomori
Towada (十和田市 Towada-shi) là một thành phố thuộc tỉnh Aomori, Nhật Bản.